# Koen Lenaerts
Koenraad (Koen) Maria Jan Suzanna baron Lenaerts (Mortsel, 20 december 1954) is een Belgisch jurist en hoogleraar Europees recht aan de KU Leuven. Hij is sinds 2015 president van het Europees Hof van Justitie, waar hij sinds 2003 rechter is en waarvan hij van 2012 tot 2015 al vicepresident was.

## Biografie
Lenaerts studeerde rechten aan de Facultés Universitaires Notre-Dame de la Paix te Namen en aan de Katholieke Universiteit Leuven en studeerde summa cum laude af. In 1978 behaalde hij een LL.M. titel aan Harvard University en in 1979 verkreeg hij aldaar een Master in Public Administration (MPA). In 1982 beëindigde hij met succes zijn doctoraat aan de Katholieke Universiteit Leuven met een proefschrift over vergelijkende constitutionele jurisprudentie van het Europees Hof en het Hooggerechtshof van de Verenigde Staten; promotores waren Jan De Meyer en Walter Van Gerven.
Van 1984 tot 1989 was Lenaerts professor aan het Europacollege in Brugge, van 1988 tot 1989 gasthoogleraar aan Harvard University. Van 1989 tot 2003 was hij een rechter in het Europees Gerecht van eerste aanleg. In 2003 werd hij verkozen tot rechter in het Hof. Sinds 1983 is hij hoogleraar Europees recht aan de KU Leuven. Hij is directeur van het Instituut voor Europees Recht. Hij was eveneens lid van de denktank de Coudenberggroep. Hij is ook co-redacteur van talrijke wetenschappelijke tijdschriften, zoals de European Law Review, de Cahiers de droit européen en de European Constitional Law Review. Lenaerts was tevens vicepresident van het Europees Hof van Justitie van 9 oktober 2012 tot 6 oktober 2015, waarna hij op 8 oktober 2015 verkozen werd tot president van dit hof. Op 9 oktober 2018 werd hij herkozen.

## Onderscheidingen
- In 2004 werd hij door verdienste in de adelstand verheven en ontving hij de persoonlijke titel van baron.[1]
- In 2012 ontving Koen Lenaerts de Gouden Erepenning van de Vlaamse Gemeenschap.

## Publicaties (selectie)
- Constitutional Law of the European Union, 2e ed., London 2005, ISBN 0-421-88610-2 (met Piet Van Nuffel)
- The unity of European law and the overload of the ECJ: the system of preliminary rulings revisited, in: The future of the European judicial system in a comparative perspective, European constitutional law network series, Nr. 6, 2006, S. 211 - 239
- Constitutionalism and the many faces of federalism, in: The rule of law and the separation of powers, 2005, S. 491-549
- Towards a hierarchy of legal acts in the European Union? Simplification of legal instruments and procedures, in: European law review, 2005, S. 744-765 (met Marlies Desomer)